# Teroristický útok na beslanskou školu

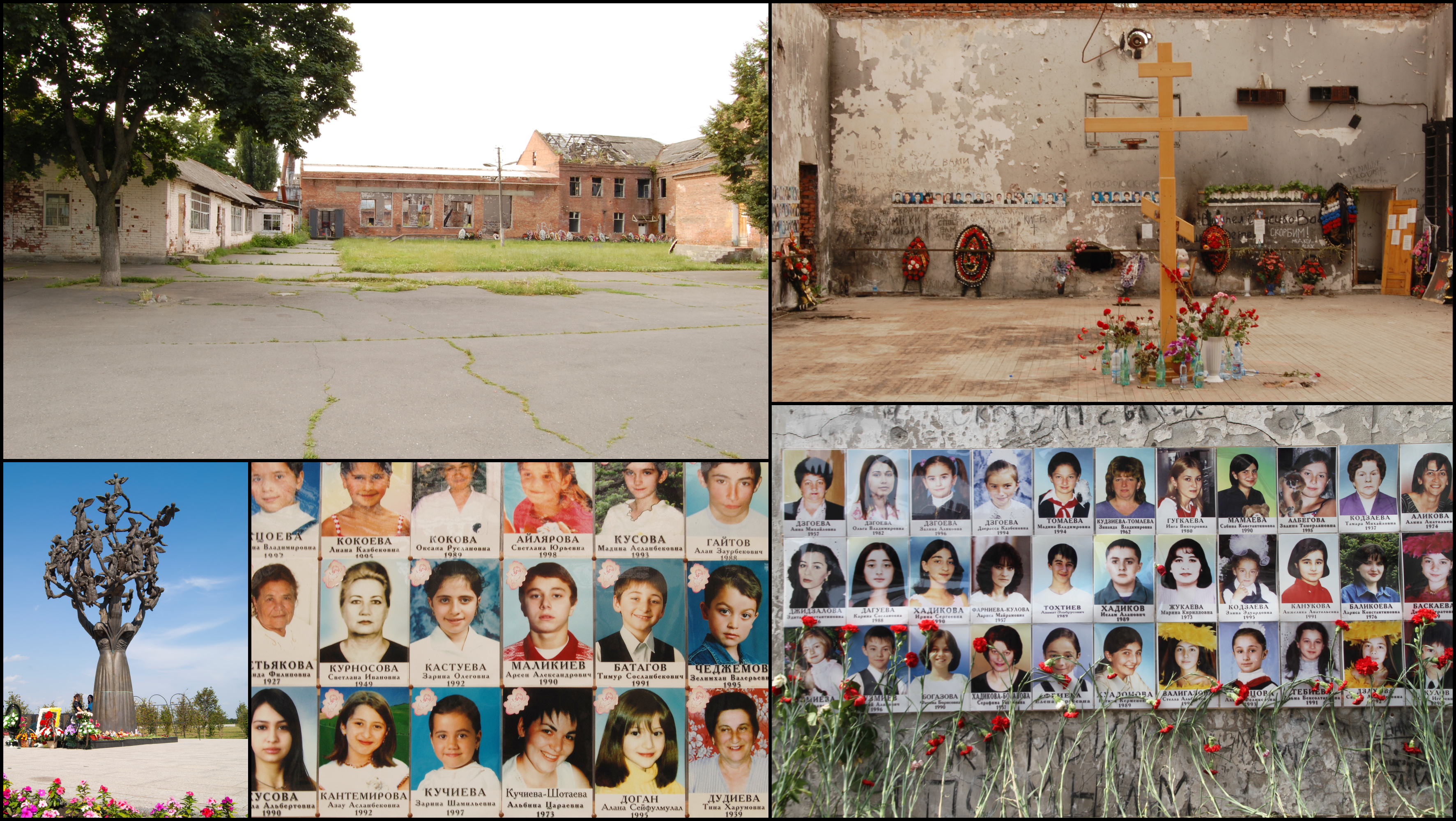
Budova školy, fotky obětí a „Strom žalu“, památník rukojmím v Beslanu

Jako teroristický útok na beslanskou školu, či beslanský školní masakr je označována situace mezi 1. a 3. zářím 2004, kdy se školní budovy ve městě Beslan v Severní Osetii na jihu Ruské federace zmocnili čečenští islamističtí separatisté. Během této krize bylo zadržováno jako rukojmí okolo 1200 žáků a jejich rodičů.
Celá situace vyústila 3. září v masakr po explozi bomby, při kterém bylo zabito minimálně 330 civilistů, 10 příslušníků zvláštní jednotky a 31 teroristů, z toho 186 dětí; 783 lidí bylo zraněno. K útoku se přihlásil čečenský terorista Šamil Basajev. Podrobnosti útoku nejsou zcela známé a panují jisté rozpory v tom, kdo za příčinou exploze stojí.

## Situace voblasti před zajetím rukojmí

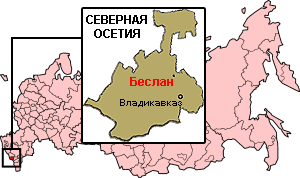
Beslan na mapě Ruské federace

Masakru v Beslanu předcházela řada událostí. 9. května 2004 byl na oslavách Dne vítězství nad fašismem při explozi bomby nastražené v tribuně zabit prezident Čečenské republiky Achmat Kadyrov a předseda místního parlamentu Husejn Isajev. O několik týdnů dříve, 21.–22. června, uskutečnili čečenští separatisté útok na město Nazraň v Ingušsku. Při bojích zahynulo na ruské straně 80 lidí. 24. srpna sebevražední atentátníci odpálili výbušniny v 2 letadlech Tu-154 a Tu-134 ve vzduchu nad Tulskou a Rostovskou oblasti. Zahynulo 90 lidí. Ve stejný den explodovala bomba na zastávce MHD v Kaširskej cestě v Moskvě, zraněni byli 4 lidé. O několik dní později sebevražedná atentátnice odpálila nálož na Moskevské stanici metra Rižskaja, zahynulo 10 lidí a nejméně 50 dalších zranila.
Zodpovědnost za všechny tyto akce převzal vůdce čečenských separatistů Šamil Basajev. Basajev byl jeden ze zodpovědných za vzetí rukojmích ve městě Buďonnovsk, které se odehrálo mezi 14. a 19. červencem 1995, kdy čečenští separatisté napadli město a vzali jako rukojmí více než 1500 lidí z místní nemocnice. Tato akce donutila Rusy k zastavení ofenzivy během první čečenské války.

## Chronologie událostí

### 1. den

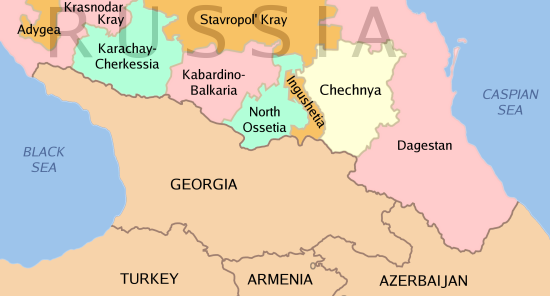
Severní Osetie-Alanie na mapě Severního Kavkazu

Členové militantní skupiny naplánovali útok na 1. září, první den nového školního roku, kdy doprovázeli rodiče své děti do školy. To byl důvod, proč bylo ve škole, kde se za normálních okolností nachází 60 učitelů a 800 dětí, mnohem více lidí. Ozbrojenci vyrazili z místa úkrytu v lese blízko obce Psedach v nedalekém Ingušsku. Cestou narazili na ingušského policejního důstojníka majora Sultana Guraževa, kterého zastavili, odzbrojili a zajali. Sebrali i jeho policejní auto značky GAZ. Guražev zanedlouho ozbrojencům unikl a na místní policejní stanici o všem vypověděl.
V 09:10 místního času ozbrojenci v maskách dorazili ve dvou automobilech – ukradené policejní dodávce GAZ a na nákladním GAZu-66. Svědci a experti se přiklání k názoru, že teroristé operovali ve dvou skupinách, z nichž jedna už před tím infiltrovala školu. Mnoho lidí ve škole považovalo přítomnost policejní dodávky za známku toho, že se jedná o cvičení bezpečnostních složek. Teroristé po vniknutí do budovy spustili zastrašovací palbu do vzduchu a přinutili všechny přítomné, aby vešli z nádvoří do budovy školy. V následném zmatku se asi 50 lidem podařilo z místa uniknout a zalarmovat místní policii. Množství lidí se též podařilo ukrýt v suterénu budovy. Následovala přestřelka mezi útočníky, místní policií a jedním ozbrojeným civilistou (v oblasti severního Kavkazu po válce, která probíhala v 90. letech, vlastní mnoho místních obyvatel zbraně, včetně útočných pušek). Přestřelka si vyžádala nejméně dva mrtvé a více než 12 zraněných. Zahynul také jeden z útočníků.
Oficiální zdroje nejprve tvrdily, že ve škole se nachází asi 200 až 400 lidí. V roce 2005 však potvrdily, že teroristé zajali 1128 lidí. Ozbrojenci všechna rukojmí shromáždili ve školní tělocvičně, zabavili jim mobilní telefony a přinutili je komunikovat mezi sebou jen rusky. Když se jeden z otců dětí Ruslan Betrozov postavil, aby přetlumočil tyto příkazy útočníků z ruštiny do osetštiny a uklidnil lidi, byl jedním z ozbrojenců střelen do hlavy. Jiný z otců dětí, který odmítl klečet, byl postřelen a zanedlouho vykrvácel. Obě těla teroristé vynesli z tělocvičny a zůstala po nich jen krvavá stopa. Ozbrojenci následně z rodičů, zaměstnanců školy a učitelů vybrali 15–20 potenciálně nebezpečných, které odvedli do chodby vedle jídelny v druhém patře. Z tohoto místa se následně ozvala exploze jedné ze sebevražedných atentátnic, která pravděpodobně připravila o život ještě jednu ženu opásanou výbušninou a několik únosců. Výbušninu odpálil velitel skupiny. Zbytek vybraných rukojmí a několik ozbrojenců, kteří nesouhlasili s braním dětí jako rukojmích, bylo na tomto místě přinuceno si lehnout na zem a zastřeleno. Jeden z rukojmích, Karen Mdinaradze, který přežil explozi i následnou střelbu, byl ponechán naživu a umožnili mu vrátit se mezi ostatní zajatce v tělocvičně, kde však zanedlouho ztratil vědomí. Těla mrtvých byli živí rukojmí přinuceni vyházet z okna budovy na dvůr. Při tom se podařilo jednomu ze zajatců utéct, byl však okamžitě zatčen policií jako podezřelý.
Zatímco policie a armáda obklíčily budovu, teroristé uvnitř nainstalovali mnoho výbušných zařízení a v okolí budovy umístili několik pastí. Navzdory poznatkům z útoků v Moskvě v roku 2002 se ruské orgány nepřipravily. V okolí budovy nebyl k dispozici dostatek záchranářů, hasičů ani dostatečný počet vozidel rychlé záchranné služby. Chaos byl umocněný přítomností severoosetské domobrany, ozbrojených civilistů a příbuzných, kteří se na místě shromáždili, mohlo jich být okolo 5000.

### 2. den

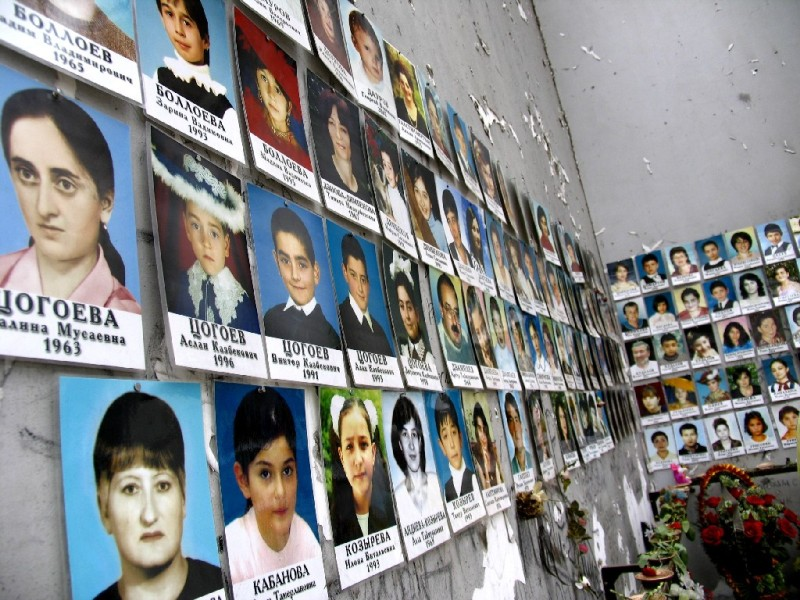
Fotografie obětí

Vyjednávání po telefonu s doktorem Leonidem Rošalem, kterého teroristé požadovali jako zprostředkovatele, byla neúspěšná. Teroristé odmítli zásoby potravin, vody a léků pro rukojmí, odmítli také, aby byla odstraněna mrtvá těla před přední částí školy.
Odpoledne jednal s ozbrojenci prezident sousedního Ingušska Ruslan Aušev. Ozbrojenci propustili 26 rukojmích (11 žen s novorozenci a jejich 15 dětí), avšak odmítli propustit starší děti těchto matek. Jedna z nich odmítla opustit budovu, a tak z budovy odešlo jen její mladší dítě, které na rukách odnesl Aušev. Uvnitř budovy tělocvičny (10 × 25 m), kde bylo nahromaděno velké množství lidí, bylo nesnesitelné horko, proto se také mnozí z nich vysvlékli. Mnoho dětí kvůli horku a také kvůli zákazu požívat jídlo a tekutiny ztratilo vědomí. Aušev od ozbrojenců převzal videokazetu s žádostí Šamila Basajeva o uznání nezávislosti Čečenska na půdě OSN výměnou za životy rukojmích. Ruské orgány toto tajily a dokonce tvrdily, že kazeta byla prázdná. Na kazetě byly vidět také stovky rukojmích namačkány do školní tělocvičny a maskovaný terorista stojící na spínači mrtvého muže.
Krize se setkala s téměř úplným mlčením tehdejších ruských politických představitelů. Teprve druhý den Vladimir Putin vydal svůj první veřejný komentář: „Naším hlavním úkolem, samozřejmě, je zachránit životy a zdraví těch, kteří se stali rukojmími. Naše síly podílející se na záchraně rukojmích budou zaměřeny výhradně na tento úkol.“
Kolem 15:30 byly odpáleny dva granáty ze strany militantů na bezpečnostní síly mimo školu, ty zapálily policejní auto a zranily jednoho důstojníka, ale ruské síly palbu neopětovaly, aby jejich palba případně nezasáhla někoho z rukojmích.
V budově narůstala nervozita, mnoho dětí hlasitě plakalo. Teroristé vystresovaní kombinací stresu a nedostatku spánku a možná i vysazením drog, vyhrožovali matkám zastřelením pokud své děti neupokojí. Od prvního dne teroristé nepřinesli vodu. Pít vodu i jíst jídlo bylo zakázáno. Lidé z horka sundali oblečení, močili na sebe a snažili se vysát moč. Malé děti byly tak hladové, že trhaly listy z rostlin a jedly je.

### 3. den

Situace 3. den okolo 13. hodiny

3. září přibližně ve 13:00 mělo být podle dohody k budově školy přistaveno auto Ministerstva zvláštních situaci se zdravotníky, kteří měli odvézt 20 mrtvých těl, která ležela před budovou a také přivézt tělo jednoho z mrtvých teroristů. Po tom, co se automobil přiblížil k budově a jeho posádka vystoupila, zazněla z tělocvičny exploze. Ozbrojenci následně spustili po zdravotnících palbu. Dva z nich usmrtili, další dva se skryli za automobilem.
Po necelé minutě následovala další exploze a okolo 13:05 se hořící krovy a konstrukce tělocvičny zhroutily, čímž pod sebou pohřbily asi 160 lidí, téměř polovinu obětí masakru. Z poškozené tělocvičny následně uprchlo 14 rukojmích.
Existují tři verze příčiny explozí. První je náhodná nebo nechtěná aktivace výbušnin teroristy. Více teroristů stálo na výbušných zařízeních, která měla vyvolat explozi po tom, co ozbrojenci dají dolů nohu z pedálu, na kterém stáli. Svědectví nebyla jednotná v tom, zda tato zařízení vůbec vybuchla, ani zda ozbrojenci, kteří dali nohu z pedálu, tak učinili sami, nebo v důsledku činnosti ruských odstřelovačů. Oficiální vyšetřovací komise uvádí za příčinu výbuchu explozi bomby v tělocvičně, nastraženou čečenskými teroristy. Existuje však nahrávka, která oficiální verzi popírá a za příčinu výbuchu považuje střelu dvou minometných granátů odpálenou na střechu školy ruskými bezpečnostními složkami.
Po výbuších začali ze školní budovy vybíhat rukojmí, což přinutilo speciální jednotky ruského ministerstva vnitra a armádu jednat. Vládní jednotky se dostaly dovnitř budovy s podporou nejméně 3 tanků T-72, obrněného transportéru BTR-80 a vrtulníku Mi-24. Teroristé přinutili v následném chaosu mnoho rukojmích, aby se postavili do oken školy, kde se stali terčem palby. Odhady hovoří, že až 100 z nich přišlo o život právě kvůli tomu, že z nich ozbrojenci udělali lidské štíty.
Po asi 2 hodinách od začátku střelby ruské jednotky kontrolovaly většinu budovy. Část ozbrojenců však stále držela některé části podzemních prostor školy. 13 z nich se dokonce probilo přes policejní zátarasy a uniklo. Podle představitelů Ruské armády byly zbraně těžšího kalibru – granátomety, plamenomety a tanky – nasazeny až poté, co ze školy unikly všechny děti a okolo 21. hodiny byla budova palbou zcela zničena. Předpokládá se, že část ozbrojenců se ukryla do jedné z budov vedle školy. Jiná skupina unikala podél železnice, pronásledována vrtulníky. Jednoho ozbrojence zlynčoval dav rozzuřených místních obyvatel přímo před školou, když se pokoušel o útěk.
Ještě 12 hodin po první explozi byla v okolí slyšet střelba. Hranice Ingušska byly uzavřeny a začalo hledání zbytku ozbrojenců.

## Následky

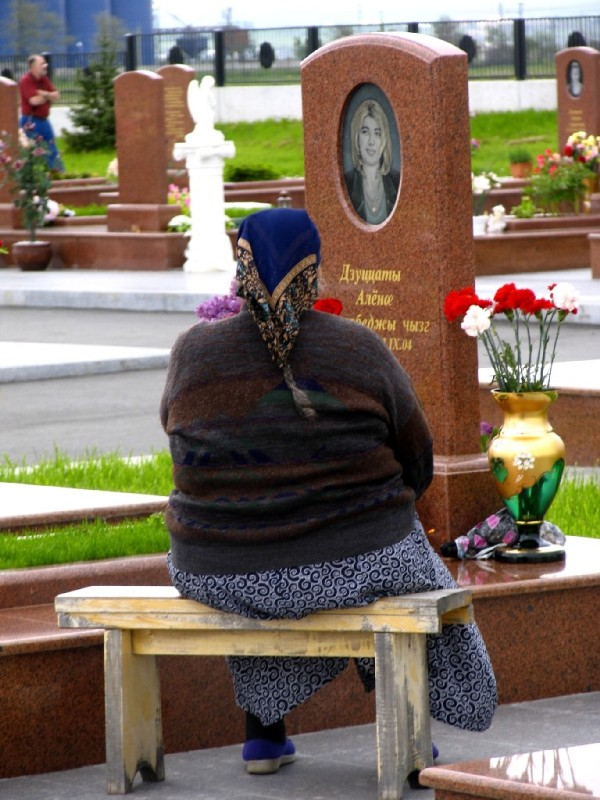
Matka jedné z obětí útoku na beslanském hřbitově v roce 2006

V důsledku explozí a následného útoku na budovu zahynulo 334 rukojmích (z toho 186 dětí) a okolo 783 lidí bylo raněných. Avšak téměř 200 lidí zůstalo nezvěstných nebo se je nepodařilo identifikovat, většina z nich byla v troskách zničené tělocvičny. Poslední obětí teroristického útoku v Beslanu byla 33letá Elena Avdonina, která zemřela na důsledky zranění 8. prosince 2006. Padlo též 10 příslušníků speciálních jednotek, část při tom, když vlastním tělem kryli rukojmí. Zabito bylo 31 teroristů a 1 zajat, ten byl později odsouzen na doživotí.
Nemocnice v Beslanu nebyla připravená ani vybavená na velký příliv raněných, což znemožnilo adekvátní péči. Nemocnice neměla dostatečný počet lůžek pro těžce raněné, nedostatek potřebných léčiv a neurochirurgického materiálu. Příbuzným nebylo umožněno navštívit zraněné rodinné příslušníky a personál nemocnice měl zakázáno používat svoje mobilní telefony.
6. a 7. září 2004 byl v Ruské federaci vyhlášen státní smutek. 17. září 2004 se k zodpovědnosti za teroristický útok přihlásil tehdejší vůdce čečenských separatistů Šamil Basajev.
Po masakru proběhly změny federálních zákonů a byly posíleny pravomoci státních donucovacích orgánů. Zvýšil se též dohled vlády a prezidenta na média. Vladimir Putin oznámil, že ruší volby gubernátorů v 89 ruských regionech, a že gubernátoři budou napříště jmenováni shora. Později byly tyto volby opět obnoveny.

## Kritika ruské strany
13. dubna 2017 konstatoval Evropský soud pro lidská práva, že ruské úřady měly dostatek zpravodajských informací o chystaném zajetí rukojmích, přesto neprovedly kroky k jeho odvrácení. Nezvýšily ochranu škol v oblasti, ani o hrozbě neinformovali dotčenou veřejnost. Při osvobozovací akci bylo použito těžkých zbraní, které přispěly k vysokému počtu obětí útoku. Podle rozhodnutí Evropského soudu musí Ruská federace rodinám obětí zaplatit odškodné v úhrnné výši 80 milionů korun.